# La señora en su balcón (ópera)
Ópera en dos actos del compositor mexicano Luis Sandi con libreto en español basado en la pieza teatral de Elena Garro.

## Estreno
Se estrenó en el Palacio de Bellas Artes en México, el 2 de junio de 1954.
Con los intérpretes: Aurora Woodrow, Gilda Cruz, Cristina Ortega, Graciela Saavedra, Salvador Novoa, Roberto Bañuelas e Isidoro Gavari, dirigidos por el compositor. Puesta en escena de Celestino Gorostiza y escenografía de Antonio López Mancera.